# Clavatula solangeae
Clavatula solangeae é uma espécie de gastrópode do gênero Clavatula, pertencente a família Clavatulidae.